# Северн (река, впадает в Гудзонов залив)
Се́верн (англ. Severn) — река в Канаде, в провинции Онтарио и Манитоба. Начинается на Лаврентийской возвышенности на территории Онтарио и течёт первоначально на запад, заходит на территорию Манитобы и почти сразу же поворачивает в обратном направлении, возвращается на территорию Онтарио, где плавно сворачивает на северо-восток и течёт практически параллельно границе Манитобы и Онтарио до впадения в Гудзонов залив возле Форт-Северн под 56° с. ш. По своему течению Северн пересекает ряд озёр: Дир-Лейк, Санди-Лейк, Северн и другие. Река имеет пороги в верхнем течении. Ледостав с ноября по май. Половодье — летнее. Бассейн реки составляет 101 тысячу км², причем на территорию провинции Манитоба приходится лишь незначительная часть.
Притоки: Бивер, Фон, Сачиго, Блэкбэа, Макуп, Виндаго, Кобхам, МакИннес. Часть озера Северн и значительный отрезок реки возле него входят в состав провинциального парка Северн-Ривер.

## История
Река была открыта в 1631 году капитаном Томасом Джеймсом и первоначально была им названа Нью-Северн в честь английской реки Северн. Река использовалась торговцами для перевозки грузов между Гудзоновым заливом и озером Виннипег. Форт-Северн, фактория Компании Гудзонова залива был основан в устье реки в 1685 году, в 1689 году сожжён французами, но позже восстановлен — является одним из старейших европейских поселений на территории Онтарио. В настоящее время вдоль течения реки на берегах озёр расположены индейские поселки Дир-Лейк, Санди-Лейк, Бирскин-Лейк.